# Hevossaari (ö i Päijänne-Tavastland, Lahtis, lat 61,59, long 25,77)
Hevossaari är en ö i Finland. Den ligger i sjön Päijänne och i kommunen Sysmä i den ekonomiska regionen  Lahtis ekonomiska region  och landskapet Päijänne-Tavastland, i den södra delen av landet, 160 km norr om huvudstaden Helsingfors. Öns area är 11,9 hektar och dess största längd är 470 meter i nord-sydlig riktning.